# Kaz Hayashi
Kazuhiro Hayashi (カズ・ハヤシ Hayashi Kazuhiro?) (18 de mayo de 1973) es un luchador profesional japonés, más conocido como Kaz Hayashi.

## Carrera

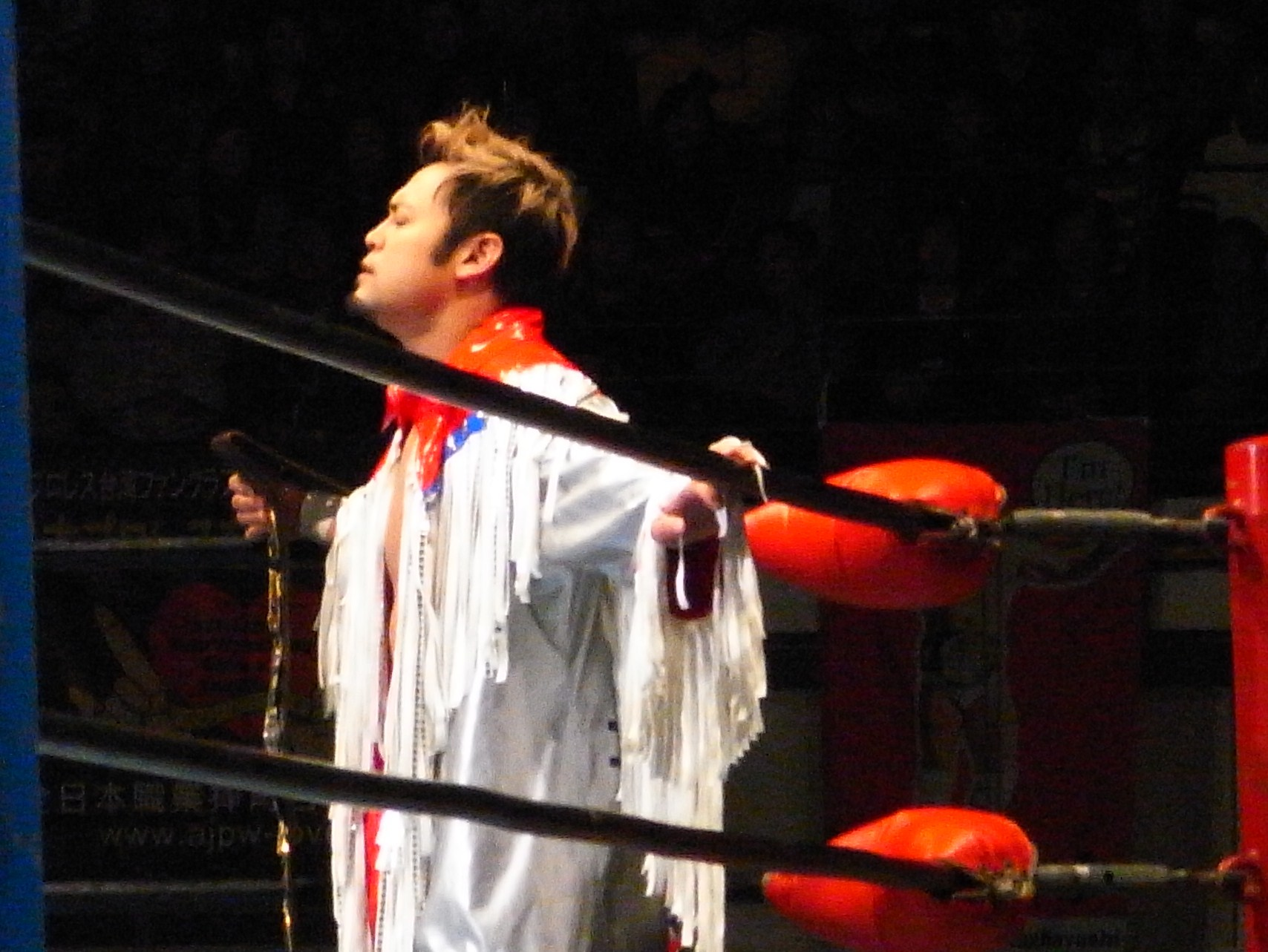
Kaz Hayashi en un evento de AJPW.

### Universal Wrestling Association (1992-1993)
En 1990, Hayashiu hizo su debut en la lucha libre profesional en Universal Wrestling Association bajo el nombre de Shiryu, usando una máscara. Shiryu formó equipo con Taka Michinoku y compitió activamente en luchas por equipos, hasta que en 1993, abandonó UWA junto con multitud de miembros para trabajar en la recién creada Michinoku Pro Wrestling.

### Michinoku Pro Wrestling (1993-1998)
A su llegada a Michinoku Pro Wrestling, Shiryu empezó a luchar en combates de poco nivel, entrando en un feudo con Jinsei Shinzaki. En 1994, se alió con SATO y Terry Boy para formar Kai En Tai DX.

### All Japan Pro Wrestling (2002-2013)
Después de volver de World Championship Wrestling, Hayashi se unió a All Japan Pro Wrestling gracias a sus contactos con Keiji Muto, y se convirtió en uno de los mayores peso crucero de la promoción.

### WRESTLE-1 (2013-presente)
En septiembre de 2013, tres meses después de abandonar AJPW junto con varios otros luchadores, Hayashi debutó en WRESTLE-1, la nueva empresa de Keiji Muto.

## En lucha
- Movimientos finales
  - Final Cut[1][2][3] / Hayashi Cutter[1] (Spinning headlock elbow drop, a veces desde una posición elevada) - innovado
  - WA4[1][2][3] (Over the shoulder diagonal back to belly piledriver, a veces desde una posición elevada)
  - Power Plant[2][3] (Wrist-clutch over the shoulder diagonal back to belly piledriver)

- Movimientos de firma
  - Crunch Loop[1][2] (Reverse figure four leglock)
  - Bridging full Nelson suplex[1][2][3]
  - Corner slingshot splash
  - Cross armbar
  - DDT[3]
  - Diving crossbody
  - Diving moonsault[3]
  - Dropkick, a veces desde una posición elevada
  - Frog splash
  - Handspring enzuigiri[3]
  - Hurricanrana
  - Inverted brainbuster[3]
  - Kip-up, a veces precedido de varios amagos
  - Kneeling backbreaker
  - Kneeling belly to belly piledriver[1]
  - Roundhouse kick a la cabeza de un oponente levantándose[4]
  - Running rope aided heel kick a un oponente arrinconado seguido de skin the cat
  - Seated crossface[1]
  - Second rope springboard moonsault,[1][3] a veces hacia fuera del ring[1]
  - Second rope turnbuckle handstand headscissors takedown
  - Senton bomb[1]
  - Spinning heel kick
  - Springboard derivado en back elbow smash, bulldog o hurricanrana[5]
  - Standing powerbomb[6]
  - Suicide somersault senton[1]
  - Turning frog splash
  - Victory roll

- Mánagers
  - Sonny Onoo

- Apodos
  - "The Kazmaster"[2]

## Campeonatos y logros
- All Japan Pro Wrestling
  - AJPW World Junior Heavyweight Championship (2 veces)
  - AJPW World Tag Team Championship (1 vez) - con Satoshi Kojima
  - All Asia Tag Team Championship (1 vez) - con The Great Kosuke
  - January 3 Korakuen Hall Junior Heavyweight Battle Royal (2004)
  - January 3 Korakuen Hall Junior Heavyweight Battle Royal (2008)
  - AJPW Junior Heavyweight League (2006)
  - AJPW Junior Tag League (2011) - con KAI
  - AJPW Junior Tag League (2012) - con Shuji Kondo
  - Real World Junior Tag League (2002) - con Jimmy Yang
  - Real World Tag League (2003) - con Satoshi Kojima
  - Giant Baba Six Man Cup (2002) - con Keiji Muto & George Hines

- Kaientai Dojo
  - Strongest-K Championship (1 vez)
  - K-Award Lucha del año (2005) contra TAKA Michinoku el 10 de enero

- Michinoku Pro Wrestling
  - Central American Middleweight Championship (1 vez)
  - Futaritabi Tag Team League (2002) - con Curry Man

- Pro Wrestling ZERO1-MAX
  - ZERO1-MAX Lightweight Tag Team Championship (1 vez) - con Leonardo Spanky

- Pro Wrestling Illustrated
  - Situado en el N°55 en los PWI 500 de 2006[7]
  - Situado en el N°339 en los PWI 500 de 2008[8]

- Tokyo Sports Grand Prix
  - Premio técnico (2010)